# 柵原町
柵原町（やなはらちょう）は、かつて岡山県の中央部（久米郡）にあった町。2005年、久米郡内の他2町との合併により美咲町となり、町役場は美咲町役場柵原支所となった。

## 地理
吉備高原に位置し、山林と丘陵で占められている。かつては同和鉱業の硫化鉄の鉱山「柵原鉱山」で栄えたが、現在は閉山となっている。町名はこの鉱山の名に由来している。

## 沿革
- 1955年（昭和30年）1月1日 - 久米郡吉岡村、勝田郡飯岡村・南和気村・北和気村の4村が合併し町制を施行、久米郡柵原町が発足。
- 2005年（平成17年）3月22日 - 久米郡中央町・旭町との対等合併により美咲町となり、柵原町も消滅した。

## 教育
- 柵原町立柵原西小学校
- 柵原町立柵原東小学校
- 柵原町立柵原中学校

## 交通

### 鉄道
かつて備前市との間を片上鉄道線が走っていた。
旧片上鉄道線 柵原駅、吉ヶ原駅、美作飯岡駅

### 道路
- 町内を走る高速道路 ： なし
- 町内を走る一般国道 ： 国道374号
- 町内を走る県道
  - 岡山県道26号津山柵原線
  - 岡山県道52号勝央仁堀中線
  - 岡山県道349号吉ヶ原美作線
  - 岡山県道351号藤原吉井線
  - 岡山県道352号大戸上中央線
  - 岡山県道362号位田飯岡線
  - 岡山県道379号百々樫村線
  - 岡山県道413号安井津山線

## 柵原町出身の有名人
- さいたまんぞう（歌手）
- 宮地昭範（元津山市長）